# 気候変動に関する科学的コンセンサス

観測された地球温暖化。各科学団体からの地球の気温の計器記録は、地球温暖化の進度と範囲に関する十分な合意を示している。長期データセット（1850年以降および1880年以降）のペアワイズ相関は、99.29%を上回る。

産業革命以降、地球が一貫して温暖化しており、近年の温暖化の速度はほぼ前例がなく:8:11、温暖化の主な原因は人間の活動に伴う大気中の二酸化炭素の急速な増加であるという100%に近い科学的コンセンサスがある。温暖化の原因となる人間の活動は、主に化石燃料の燃焼、セメントの生産、および森林破壊などの土地利用の変化であり:10–11、メタン、亜酸化窒素などの他の温室効果ガスも気候変動に大きく貢献している:7。気候変動における人間の役割は、明白で論争の余地がないとされている:4:4。
現在論文を発表している気候学者のほぼ全員が、人間の活動が気候変動の原因であると考えている。2019年の科学論文のレビューでは、気候変動の原因に関するコンセンサスが100%であることが示された。2021年の研究では、99%の科学論文が人間の活動が気候変動の原因であることに同意していることが示された。コンセンサスに異論を唱える少数の論文の多くは、誤りを含むか、再現できない。
人間の活動による地球温暖化の証拠は、全ての主要な工業化された国の国立科学アカデミーで認知されている。科学文献では、地球の表面温度が直近数十年で上昇しており、この上昇は人為的な温室効果ガスの排出が引き起こしたものであるという強いコンセンサスがある。この見解に異論を唱える国家・国際レベルの科学団体は存在しない。
鉱業関係者を会員とする一部の団体は曖昧な立場をとり、一部は気候変動は起きていない、あるいは起きていてもそれは人間の影響によるものではないと世論を説得し、科学的コンセンサスへの疑念を植え付けようとしている。